# Air Leasing Cameroon
Air Leasing Cameroon es una aerolínea charter con base en Douala, Camerún.

## Destinos
- Camerún
  - Douala - Aeropuerto Internacional de Douala
  - Garoua - Aeropuerto Internacional de Garoua
  - Maroua - Aeropuerto Salak
  - Yaundé - Aeropuerto Internacional de Yaundé Nsimalen

- Chad
  - Yamena - Aeropuerto Internacional de Yamena

- Guinea Ecuatorial
  - Malabo - Aeropuerto Internacional de Malabo

## Flota
La flota de Air Leasing Cameroon incluye las siguientes aeronaves (a 29 de marzo de 2011):